# Таллеман Старший, Франсуа
Франсуа́ Таллема́н, прозванный Старшим (1620—1693) — французский писатель.
Брат Таллемана де Рео, был духовником короля и членом Французской академии за несколько переводов, за которые Буало назвал его («Epitre», VII) «le sec traducteur du français d’Amyot».
Его кузен, Поль (1642—1712), также академик и секретарь Академии надписей.